# Nes og Hidra kommun
Nes og Hidra kommun (norska: Nes og Hidra kommune) var en kommun i Vest-Agder fylke i södra Norge. Kommunen omfattade ett område kring staden Flekkefjord i den södra delen av nuvarande Flekkefjords kommun. Stadskommuen Flekkefjord utgjorde en enklav då den var helt omsluten av kommunen. Byn Nes utgjorde kommunens centralort.

## Administrativ historik
Nes og Hidra kommun (Nes og Hitterø kommun) upprättades den 1 januari 1838 (som Næs og Hitterø formannskapsdistrikt) när Formannskapslovene från 1837 trädde i kraft.
Den 8 oktober 1893 delades kommunen i två och de båda kommunerna Nes respektive Hidra (Hitterø) bildades. Den gamla kommunen hade vid delningen totalt 3 779 invånare.